# Забытый язык журавлей (фильм)
«Забытый язык журавлей» (англ. The Lost Language of Cranes) — телевизионный двухсерийный фильм, снятый BBC, по одноимённому роману Дэвида Левитта. В фильме действие происходит в Лондоне, а не в США, как в романе, хотя сюжеты совпадают.

## Сюжет
Когда Филипп Бенджамин, молодой гей, решает рассказать о своей гомосексуальности родителям, то семейная идиллия, наполненная тайнами, рушится. Роуз, его мать, в шоке от новости. Филипп же считает, что такая важная часть его внутреннего мира, как сексуальность, не должна оставаться тайной. Роуз полагает, что о некоторых вещах лучше не говорить, если это помогает хранить и поддерживать связь в семье. Филипп не понимает, зачем ему нужно жениться и всю жизнь делать вид, что у него есть какие-то чувства к женщине, если он предпочёл бы быть с мужчиной. И тут выясняется, что его отец Оуэн — гомосексуал, который всю жизнь скрывал это. В выходные дни он тайно посещает гей-бары, порнокинотеатры и украдкой ищет сексуальные контакты с мужчинами.

## В ролях
| Актёр           | Роль    |
| --------------- | ------- |
| Брайан Кокс     | Оуэн    |
| Энгус МакФадьен | Филипп  |
| Айлин Эткинс    | Роуз    |
| Кори Паркер     | Эллиот  |
| Ричард Уорик    | Фрэнк   |
| Джон Шлезингер  | Дерек   |
| Бен Дэниелс     | Робин   |
| Найджел Уитми   | Уинстон |

## Релиз и критика
Хотя фильм снят для телевидения, первоначально он был показан на Лондонском кинофестивале в ноябре 1991 года, и впервые демонстрировался по британскому телевидению (каналом «BBC Two») в феврале 1992 года.
«Забытый язык журавлей» был показан в США в июне 1992 года как часть антологии «Великие представления» («Great Performances»), но был подвергнут цензуре, как для телевизионной трансляции на канале «PBS», так и для продажи на VHS. «PBS» попал под огонь критики консервативных групп в начале 1990-х годов за демонстрацию на экране гомосексуальности и наготы.